# 大韓帝國國璽
大韓帝國國璽（：／），正式名稱為大韓國璽（：／），為大韓帝國於1897年成立以後所刻製的國家國璽。

## 歷史
在朝鮮半島的長遠歷史中，朝鮮幾乎都是歷代中原王朝的藩属国，而在古代，璽通常是指獨立國家或皇帝所使用的印章，而印則為民間或附庸國王所用，故歷代朝鮮國璽都是使用由中原王朝所授予朝鮮半島統治者的王印，而無代表國家的國璽，如：明朝授予高麗的高麗國王之印以及之後朝鲜王朝的朝鮮王寶（明朝授予）及朝鮮國王之印（清朝授予）。
而在甲午戰爭後，清朝承認朝鮮王國獨立，這是朝鮮在近代歷史上第一次獨立於中原王朝之外，並改國號為「大韓帝國」，且第一次使用「國璽」這一稱呼。
與之對應，新製的國璽在原先柄部的烏龜裝飾也因獨立後而改以原先只有皇帝才能使用的龍為裝飾。

## 圖庫
歷史上朝鮮半島的歷代王印

高麗國王之印
朝鮮王寶
朝鮮國王之印（漢滿文）
朝鮮國王之印（漢文）